# 尾崎重美

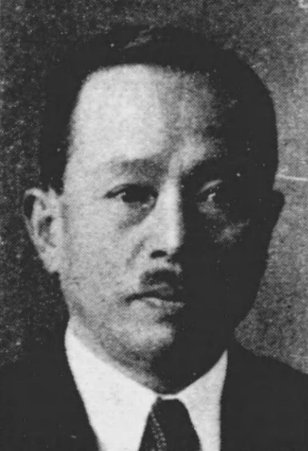
尾崎重美

尾崎 重美（おざき しげみ、1883年（明治16年）4月2日 - 1959年（昭和34年）11月23日）は、日本の衆議院議員（立憲民政党）、弁護士。

## 経歴
高知県幡多郡中村（現在の四万十市）出身。東京郵便電信学校を卒業後、通信手、統監府通信属を務めた。1914年（大正3年）、中央大学を卒業し、高等文官試験と弁護士試験に合格した。青島守備軍民政部事務官、三重県桑名郡長、安濃郡長、会計検査院副検査官を歴任した。さらに市来乙彦東京市長の秘書官を務めた。その後、弁護士を開業するとともに判例集報社の経営にあたった。
1936年（昭和11年）、第19回衆議院議員総選挙に出馬し、当選を果たした。